# Merry-Go-Round
Merry-Go-Round (2017 р., Україна, Польща. 5 хв.)  — короткометражна художня стрічка українського режисера Ігоря Подольчака, знята у 2017 р. Продюсерами фільму разом з Ігорем Подольчаком були Ігор Дюрич, Лілія Млинарич; співпродюсерами: Максим Асадчий та Сергій Нєдзельский. Оператор постановник — Сергій Михальчук, художник постановник — Світлана Макаренко. Музику до фільму створив Олександр Щетинський. Світова прем'єра фільму відбулася 9 липня 2017 року в Австралії в рамках МКФ у Перті «Revelation». Фільм номінований на Національну кінопремію на Одеському Міжнародному Кінофестивалі.
|  | Лаконічна - всього п'ять хвилин - вправа львівського художника-експресіоніста і режисера барокових, дещо розмитих, психодрам (Las Meninas, Delirium), в жанрі відеоскульптури . |

## Про режисера
Серед сучасних художників, які стали кінорежисерами, Ігор Подольчак — фігура одіозна. На відміну від Метью Барні та Марини Абрамович, він не балансує на межі концептуального відео-арту, а займається кінематографом у чистому вигляді. У той же час, фільми Подольчака значно ближчі до експериментального кіно, ніж ті фільми, які знімають інші сучасні художники Джуліан Шнабель, Сінді Шерман, Сем Тейлор-Вуд чи Стів Макквін.

## Синопсис
Сомнамбулічний цирк Ribera&Velazquez запрошує всіх охочих на шоу «Merry-Go-Round», де тіні, які втекли з платонівської печери обертають карусель у тумані катакомб.

## Технічні характеристики
Фільм був знятий у форматі Betacam SP, PAL. Формат проєкції: DCP. Звук: стерео. Співвідношення сторін: 16:9 (HD), 1.85:1 (2K DCP Flat).

## Участь у фестивалях
- 2017- Відкриття. Міжнародний кінофестиваль у Перті, Австралія[9].
- 2017 - Міжнародний кінофестиваль у Брісбені, Австралія[10].
- 2017 - Міжнародний кінофестиваль у Брауншвайзі, Німеччина[11].
- 2018 - Одеський міжнародний кінофестиваль. Україна, 2017[12].
- 2018 - Скепто Міжнародний кінофестиваль. Кальярі, Італія[13].
- 2018 - Фанташпорто — Міжнародний кінофестиваль у Порто, Португалія[14].
- 2018 - Experimental Video Show. The Exchange Gallery. Блумберг, Пенсильванія, США;
- 2018 - Кінофестиваль у Північному Белларіні, Австралія[15].
- 2018 - Скандинавський Міжнародний Кінофестиваль. Хельсінкі, Фінляндія[16].
- 2019 - Кінфестиваль Spectral. Стівенс Поінт, США[17]
- 2019 - Paris European Film Festival "L'Europe autour de l'Europe". Париж, Франція;
- 2019 - Festival ECRA. Ріо-де-Жанейро, Бразилія[18];
- 2019 - L’Age d’Or International Arthouse Film Festival. Калькута, Індія;
- 2019 - Cineautopsia v.5. Bogotá Experimental Film Festival. Богота, Колумбія;
- 2019-  The Unseen Festival. Денвер, США[19];
- 2019 - STRANGLOSCOPE - Mostra Internacional de Áudio, Vídeo, Filme. Бразилія[20];
- 2019 - Firenze FilmCorti Festival. Флоренція, Італія;
- 2022 - Festival Internacional de Cine de Alicante. Аліканте, Іспанія[21].

## Номінації
- Prix Sauvage Corto. Європейський Кінофестиваль L'Europe autour de l'Europe. Париж, Франція, 2019[22];
- Експериментальтна коротка форма. Interference Festival. Гданськ, Польща, 2018;
- Найкращий український короткометражний фільм. Одеський міжнародний кінофестиваль. Україна, 2018[23];
- Avant-guarde & Experimental Special Award. Скепто Міжнародний кінофестиваль. Кальярі Італія, 2018[13];
- Найкращий експериментальний фільм. Кінофестиваль у Лечче. Італія, 2018[24].